# Jeremiah Horrocks
Jeremiah Horrocks (n. 1618, Toxteth⁠(d), Regatul Angliei – d. 3 ianuarie 1641, Toxteth⁠(d), Regatul Angliei), scris uneori Jeremiah Horrox (versiune latinizată utilizată de el în registrul Emmanuel College și în manuscrisele latinești), a fost un astronom englez care a fost prima persoană care a prezis, și una dintre cele doar două care au observat și au consemnat tranzitul lui Venus din 1639.

## Viața și activitatea
Horrocks s-a născut la Lower Lodge, în Toxteth Park, Liverpool, Merseyside. Tatăl său era un mic țăran; unchiul său era ceasornicar; aproape toată viața a fost relativ sărac. S-a înscris la Emmanuel College la 11 mai 1632 și a fost înmatriculat ca membru al Universității Cambridge la 5 iulie 1632 ca sizar (student cu bursă și/sau taxe reduse). În 1635 a părăsit universitatea fără a o absolvi, probabil din cauza costurilor mari ale studiilor. În general, se consideră că el s-a întreținut financiar lucrând ca vicar în Much Hoole, lângă Preston în Lancashire, dar sunt puține dovezi în acest sens. Conform tradiției locale din Much Hoole, el a trăit la casa Carr, pe moșia Bank Hall, Bretherton. Casa Carr era o proprietate întinsă, deținută de familia Stone, o familie de negustori și fermieri prosperi, iar Horrocks i-a fost meditator unuia din copiii familiei. Este posibil ca, din punct de vedere religios, să fi fost calvin și, prin legătura cu Emmanuel College, puritan, deși sunt foarte puține dovezi în ce privește convingerile sale religioase.
La Cambridge, s-a familiarizat cu lucrările lui Johannes Kepler, Tycho Brahe și alții. Horrocks a citit majoritatea tratatelor de astronomie ale vremii, a găsit slăbiciunile lor și a sugerat noi linii de cercetare chiar înainte de a împlini șaptesprezece ani. A fost primul care a demonstrat că Luna se mișcă pe o orbită eliptică în jurul Pământului, a scris un tratat de astronomie kepleriană și a început să exploreze matematic proprietățile forței ce avea ulterior să fie cunoscută sub numele de gravitație. Isaac Newton, în Principia a recunoscut munca lui Horrocks în raport cu teoria Lunii. Horrocks a fost descris ca fiind o punte de legătură între Newton pe de o parte, și Copernic, Galileo, Brahe și Kepler pe de altă parte.

## Tranzitul lui Venus
Horrocks era convins că tabelele lui Lansberg sunt imprecise, atunci când Kepler a prezis că în 1639 Venus va trece foarte aproape prin fața Soarelui (dar nu chiar prin fața lui). Horrocks credea că tranzitul chiar va avea loc, pe baza observațiilor proprii vechi de câțiva ani asupra planetei Venus.
Horrocks a concentrat imaginea Soarelui printr-un telescop simplu pe o bucată de carton, unde imaginea se putea observa ușor. Din poziția sa de la Much Hoole, a calculat tranzitul ca trebuind să înceapă aproximativ 3:00 pm la 24 noiembrie 1639 (Calendarul iulian, ori 4 decembrie în calendarul gregorian). Vremea era noroasă, dar mai întâi a observat mica umbră neagră a lui Venus traversând Soarele pe carton pe la 3:15 pm, și a observat-o timp de o jumătate de oră până la apus. Tranzitul din 1639 a fost observat și de prietenul și corespondentul său, William Crabtree, din casa sa de la Broughton.
Observațiile lui Horrocks i-au permis să dea o estimare bine informată a mărimii lui Venus (considerat anterior a fi mai mare și mai apropiat de Pământ), precum și să estimeze distanța dintre Pământ și Soare. Cifra dată de el, de 59 de milioane de mile (95 de milioane de kilometri, 0,63 UA) era mult mai mică decât cea de 150 de milioane de kilometri cunoscută astăzi, dar a fost mai precisă decât oricare altă estimare din vremea sa. 
Un tratat scris de Horrocks, Venus in sole visa (Venus în trecere prin fața Soarelui) a fost publicat de Johannes Hevelius pe cheltuiala sa în 1662. Această lucrare, care a produs multă agitație la momentul în care a fost dezvăluită după 20 de ani membrilor Societății Regale, conținea multe dovezi ale caracterului entuziast și romantic al lui Horrocks, inclusiv comentarii umoristice și pasaje de poezie.

## Activitatea Lunarea
Horrocks și-a pus energiile în slujba misiunii extrem de complexe de a determina orbita Lunii. El a presupus corect că orbita este eliptică și nu circulară și l-a anticipat pe Isaac Newton sugerând că orbita ei e influențată atât de Soare, cât și de Pământ. În ultimele sale luni de viață, a făcut un studiu detaliat asupra mareelor, într-o încercare de a explica cauzalitatea dintre fazele lunii și maree.

## Moartea și amintirea
Horrocks s-a întors la Toxteth Park cândva în vara lui 1640 și a murit subit din cauze necunoscute la 3 ianuarie 1641, la doar 22 de ani.
Horrocks este menționat pe o placă din Abația Westminster, iar craterul lunar Horrocks își trage numele de la el. În 1859, o măsuță de marmură și un vitraliu care îl comemorează pe el au fost instalate în biserica parohială Sf. Mihail din Much Hoole. De asemenea, Horrocks Avenue, din Garston, Liverpool, este numită în cinstea astronomului.